# NGC 2466
NGC 2466 é uma galáxia espiral (Sc) localizada na direcção da constelação de Volans. Possui uma declinação de -71° 24' 39" e uma ascensão recta de 7 horas, 45 minutos e 15,6 segundos.
A galáxia NGC 2466 foi descoberta em 20 de Fevereiro de 1835 por John Herschel.